# Religion en Transnistrie

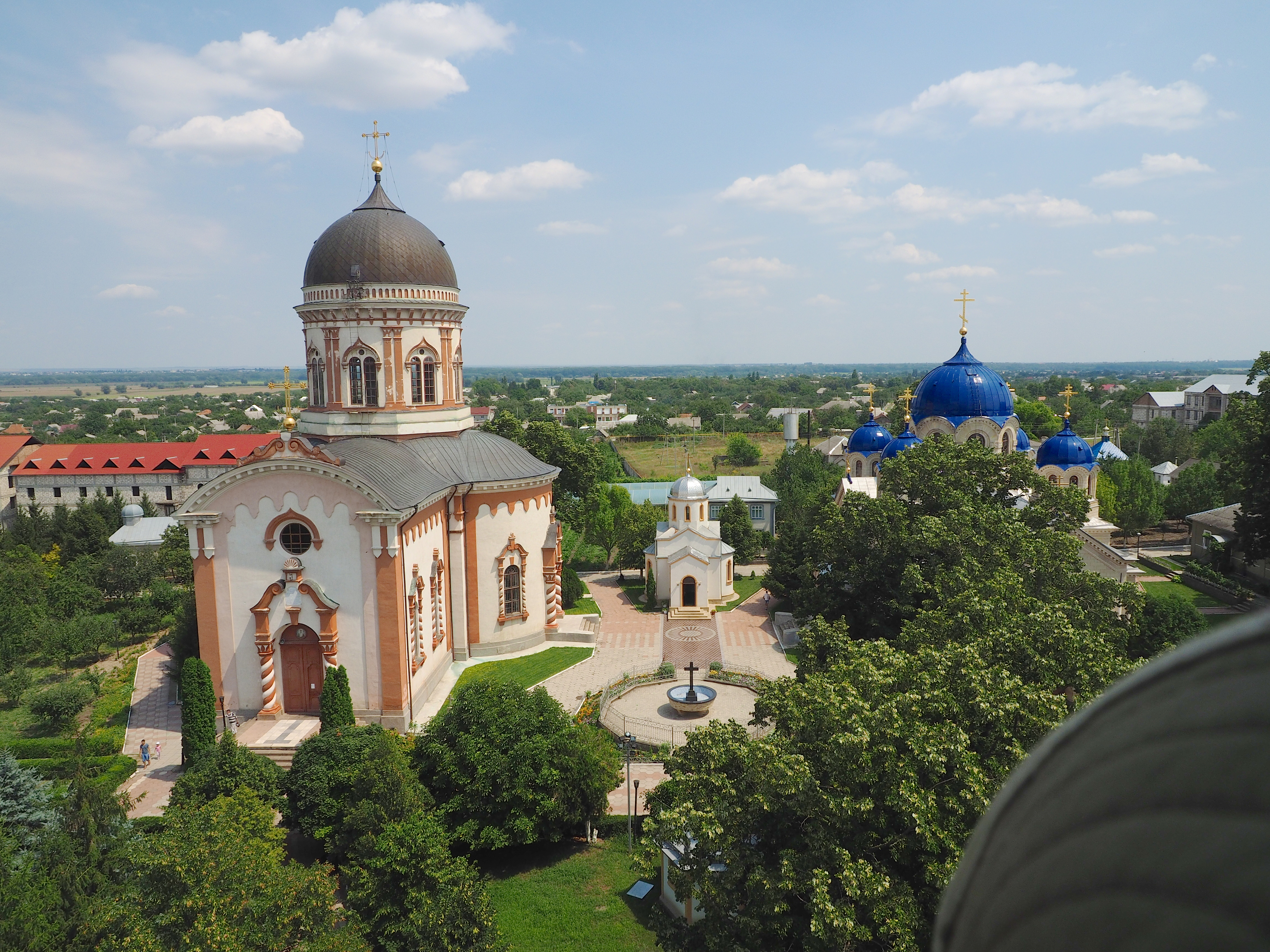
Monastère de Noul Neamț.

La religion en Transnistrie est principalement le christianisme, très majoritairement orthodoxe oriental.

## Composition
Selon les Nations unies, 91% de la population de la Transnistrie au christianisme orthodoxe oriental tandis que 4% sont affiliés à l'Église catholique. À la suite de l'invasion de l'Ukraine par la Russie, la Transnistrie se retrouve tiraillée par les autorités religieuses roumaines qui souhaitent se distancer de l'Église orthodoxe russe.
Les catholiques romains sont principalement situés dans le nord de la Transnistrie, où vit une minorité polonaise notable.

## Religion et gouvernement
Le gouvernement de Transnistrie a soutenu la restauration et la construction de nouvelles églises orthodoxes. Il affirme que la république jouit de la liberté de religion et déclare que 114 croyances et congrégations religieuses sont officiellement enregistrées. Cependant, pas plus tard qu'en 2005, des obstacles à l'enregistrement ont été rencontrés par certains groupes religieux, notamment les Témoins de Jéhovah. En 2007, la chaine de télévision évangélique Christian Broadcasting Network, basée aux États-Unis, dénonce la persécution des protestants en Transnistrie.